# Westerwolde

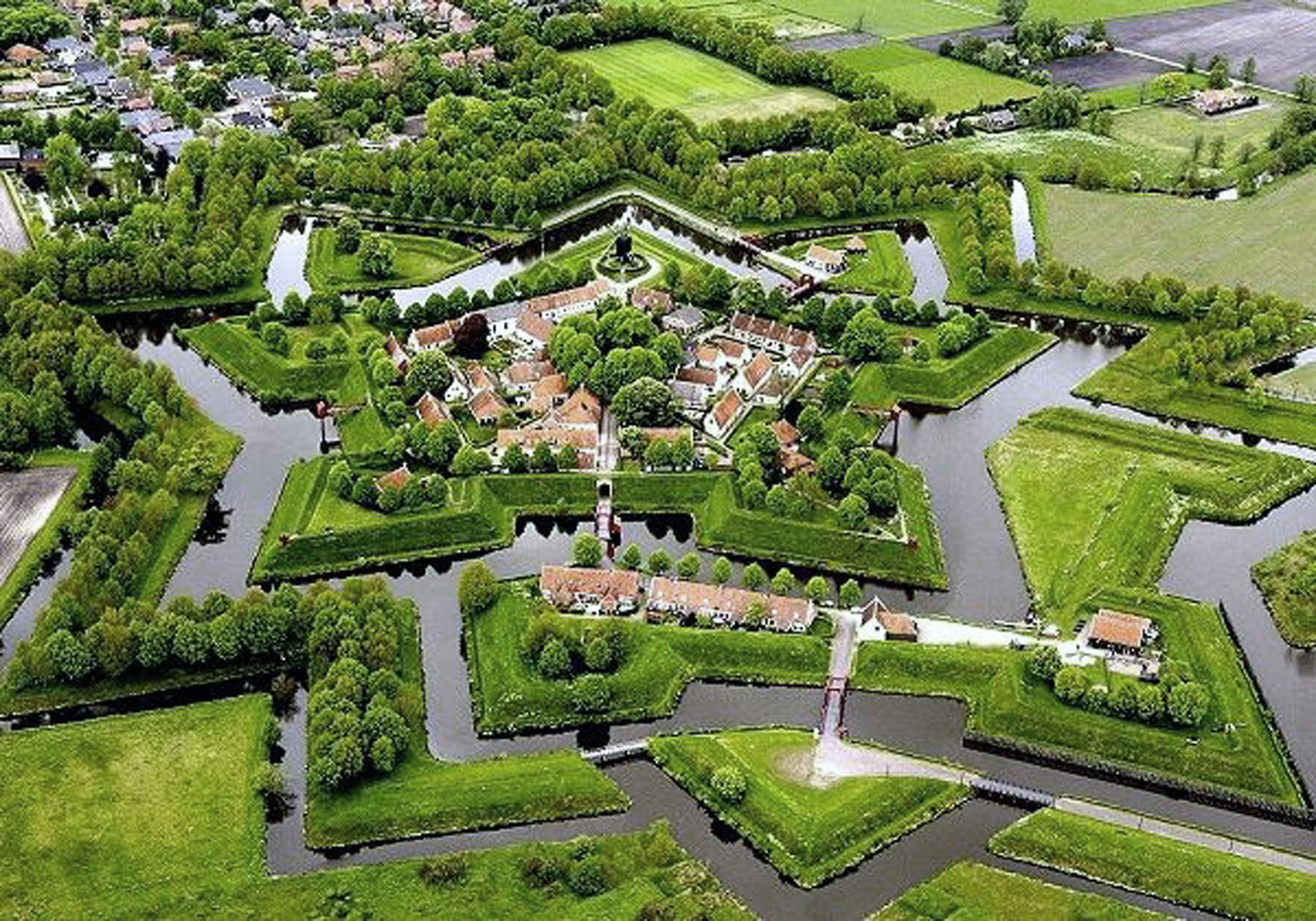
Bourtange.

Karta

Westerwolde är en kommun i provinsen Groningen i Nederländerna. Kommunens totala area är 280,63 km² (där 4,62 är vatten) och invånarantalet är på ungefär 25 000 (2018).